# Дванаеста београдска гимназија
Дванаеста београдска гимназија је једна од општих гимназија. Седиште је у улици Војводе Степе 82, у близини Аутокоманде. Школа је током свог рада више пута мењала своје име и област рада, а гимназија је постала 1990. године.

## Зграда
Грађевина је 1958. године наменски саграђена за школски објекат. Припала је гимназији школске године 1965/1966, а пре тога су у згради истовремено радиле две школе, геолошка и кожарска.

## Историјат
Године 1982. школа је постала “Образовно-васпитна радна организација за струку културе и информисања Димитрије Туцовић”. У периоду од 1987. до 1990. гимназија представља прелаз од усмереног ка класичном образовању које је касније године 1990. враћено. Тако је у ствари и поново постала гимназија и добила назив „Дванаеста београдска гимназија“ која и до дан данас стоји.
Године 1991. прва гимназија у Београду која прославља школску славу Светог Саву, и том приликом присуствују Његова светост, патријарх српски Павле и песникиња Десанка Максимовић.
Гимназија ради по основи на усмерено образовање од школске године 1976/1977 и траје све до 1990. када гимназија враћа свој назив на „дванаесту београдску гимназију“.
Пошто долази до знатног повећања броја ђака у трећем и четвртом разреду, уводе се занимања које долазе из области културе и информисања као што су новинар, музејски манипулант и документарист, архивски помоћник и организатор програма културних активности. Школа у овом погледу постаје уникатна јер је једина у Београду која има занимања која су заснована у културолошко-језичке струке. У то време је образовала ђаке за две струке, а то су културолог-сарадник и глумац-луткар.
У оквиру културних делатности школе, организовани су дани совјетске, енглеске и француске културе, које су посећивали и амбасадори тих земаља.
Ученици ове гимазије за време њене историје освајају многобројне награде на градским, републичким и савезним нивоима. На ранг листи из 2014. године, налази се на дванаестом месту.

## Школа данас
XII београдска гимназија је гимназија општег смера. Према плану уписа школске 2020/2021. године уписано је: 9 одељења I разреда (Девето одељење чине ученици са посебним способностима за рачунарство и информатику), 8 одељења II разреда,  8 одељења III разреда и 8 одељења IV разреда. То значи да у овој школској години школа има укупно 33 одељења са око 970 ученика.
Сваке следеће године планирамо да упишемо 8 одељења општег смера и по једно одељење ученика са посебним способностима за рачунарство и информатику. На тај начин ћемо 2023/24. школске године имати 9 одељења у сва четири разреда, укупно 36 одељења са око 1080 ученика.
Од почетка школске 2018/2019. године, а у склопу актуелне реформе гимназије, ученици првог и другог разреда наше школе похађају следеће изборне програме: Језик, медији и култура, Уметност и дизајн, Примењене науке и Појединац, група, друштво, а ученици трећег и четвртог разреда: Уметност и дизајн, Примењене науке 1, Примењене науке 2, Методологија научног истраживања и Религија и цивилизација, који се базирају на пројектној настави. На тај начин ученици формирају критичко мишљење, настоје да практично примене теоријско знање, баве се истраживачким радом, образују свест о неопходности интердисциплинарног приступа проблемима савременог света. Уз то, с обзиром на концепцију школе, као и стратешке циљеве њеног развоја, нашим ученицима је омогућена боља проходност на различитите факултете. То им готово уједначена заступљеност разнородних предмета у гимназији општег смера омогућава.
Задовољење друштвених и културних потреба средине  у којој се школа налази остварује се кроз учешће ученика у обележавању и прослављању значајних датума и јубилеја (академије, изложбе и др.), укључивање талентованих ученика у културно уметничка, спортска и друга друштва и такмичења, обезбеђивање могућности да та друштва имају своје секције у школи (астрономско – географска, историјска секција, ликовна и новинарска секција, дебатни клуб, драмска секција, ђачки парламент, еколошка секција, драмска и многе друге), добровољно давање крви, акције Црвеног крста и друге акције које се организују у ближој и даљој друштвеној средини.
Школа организује разне облике подизања опште, стручне и професионалне културе: предавања, курсеве, семинаре, саветовалишта у циљу васпитавања младих за хумане односе међу половима. Школа је отворена за културна збивања и самоорганизовање ученика (приредбе, трибине, сусрети, изложбе  и сл.)

## Организација
Гимназија је општег смера и има наставни план где су заступљене и природне и друштвене науке. Овакав рад омогућава ученицима да стекну добро предзнање како би се припремили за различите пријемне испите на факултетима и вишим школама. Школа ради у две смене тако што су у једној смени прва и трећа, а у другој друга и четврта година.
У мају године 2013. прославља 50 година свога постојања.

## Библиотека
Школске године 1965/1966 први пут добила посебне просторије са читаоницом и просторије где су се одлагале књиге, листови и часописи.
Тренутно гимназијска библиотека има веома богат фонд, поседује око 15.000 књига, обухвата 130 квадрата и има две читаонице у којима ђаци могу да читају и уче у миру. У библиотеци се одржавају предавања, презентације, књижевне вечери, промоције књига и слично. Свако има приступ библиотеци, и дежурни библиотекар је увек присутан.

## Познати ученици
- Бојана Маљевић - глумица
- Никола Ђуричко - глумац
- Срђан Јовановић - глумац
- Катарина Радивојевић - глумица
- Ивон Јафали
- Данијела Танасковић
- Александар Атанасијевић - одбојкаш
- Лука Дрча - новинар
- Андреа Лекић
- Младен Шарчевић - министар
- Сања Маринковић - ТВ водитељ
- ЊКВ принцеза Љубица Карађорђевић - принцеза
- Дејан Ристић - историчар
- Бранко Ружић - министар
- Драган Симић - власник музеја наука
- Ненад Радичевић - новинар

## Спорт
Сваке године за дан школе, 9. маја се одржавају спортске активности.
Школа има одличне спортске екипе које сваке године освајају места на општим, међународним и градским такмичењима.
За школску годину 2015/2016: 
- Одбојкашка екипа: мушка и женска освајају 1 место на општинском такмичењу, мушка екипа осваја 1 место на грађанском, 1 на међународном и 3 на републичком такмичењу.
- Кошаркашка екипа: женска екипа осваја 1 место на општинском и 3 место на градском такмичењу, а мушка 3 место на општинском.
- Рукометашка екипа: мушка екипа осваја 1 место на општинском и 3 место на градском, а женска екипа 3 место на општинском такмичењу.

У априлу и мају 2016. године следе атлетичка, гимнастичка и веслачка такмичења.
Што се тиче веслачког такмичења, организатор је Београдска хроника где сваке године учествују све београдске гимназије.

## Галерија
- Главни улаз
- Улаз са десне стране
- Поглед иза библиотекарског стола
- Улаз у библиотеку
- Поглед из читаонице
- Читаоница
- Пехари
- Ходник
- Сала за физичко

## Секције
Школа има 18 секција, а то су:
- Астрономско-географска
- Географска секција
- Дебатни клуб
- Драмска секција
- Ђачки парламент
- Еколошка секција
- Историјска секција
- Клуб УН
- Клуб Унеско
- Културно-информатичка
- Ликовна секција
- Литерарна секција
- Програмерска секција
- Новинарска секција
- Рецитаторска секција
- Савремена физика
- Спортска секција
- Хор

## Издавачка делатност
Постоји школски часопис под називом "XII Галаксија" који излази од 2012. године. Часопис уређују ђаци школе и излази једном годишње. За часопис пишу и наставници гимназије.